# Un giorno di regno
Un giorno di regno, ossia il finto Stanislao (Um dia de reinado) é um melodramma giocoso operístico em dois atos de Giuseppe Verdi com libreto italiano por Felice Romani, baseado em Le faux Stanislas de Alexandre Vincent-Pineu Duval. Um dia de reinado foi a primeira tentativa de ópera-bufa.
Estreou no Teatro alla Scala, Milão, em 5 de setembro de 1840.
| Papel                                  | Voz           | Estreia, 5 de setembro 1840 (Maestro: - ) |
| -------------------------------------- | ------------- | ----------------------------------------- |
| Cavaliere di Belfiore                  | barítono      | Raffaele Ferlotti                         |
| Barone di Kelbar                       | baixo         | Raffaele Scalese                          |
| The Marchesa del Poggio                | soprano       | Antonietta Ranieri-Marini                 |
| Giulietta di Kelbar                    | mezzo-soprano | Luigia Abbadia                            |
| Edoardo di Sanval                      | tenor         | Lorenzo Salvi                             |
| La Rocca                               | baixo         | Agostino Rovere                           |
| Count Ivrea                            | tenor         | Giuseppe Vaschetti                        |
| Delmonte                               | baixo         | Napoleone Marconi                         |
| Agentes, camareiras, vassalos do Barão |               |                                           |

## Gravações Selecionadas
| Ano  | Cast (Di Belfiore, Kelbar, Marchesa, Edoardo)                   | Maestro, Sala de Ópera, e Orquestra                                 |                                          |
| ---- | --------------------------------------------------------------- | ------------------------------------------------------------------- | ---------------------------------------- |
| 1951 | Renato Capecchi, Sesto Bruscantini, Lina Pagliughi, Juan Oncina | Alfredo Simonetto, Orchestra Lirica e Coro della RAI Milano         | Audio CD: Warner-Fonit Cat: 8573-82664-2 |
| 1973 | Ingvar Wixell, Jessye Norman, Fiorenza Cossotto, José Carreras  | Lamberto Gardelli, Royal Philharmonic Orchestra e Ambrosian Singers | Audio CD: Philips Cat: 422429            |